# Solente
Solente – miejscowość i gmina we Francji, w regionie Hauts-de-France, w departamencie Oise.
Według danych na rok 1990 gminę zamieszkiwało 97 osób, a gęstość zaludnienia wynosiła 32 osoby/km² (wśród 2293 gmin Pikardii Solente plasuje się na 900. miejscu pod względem liczby ludności, natomiast pod względem powierzchni na miejscu 1053.).